# Buena Vista (Bolivia)
Buena Vista è un comune (municipio in spagnolo) della Bolivia nella provincia di Ichilo (dipartimento di Santa Cruz) con 14.930 abitanti (dato 2010).

## Cantoni
Il comune è suddiviso in 4 cantoni:
- Buena Vista
- San Isidro
- San Javier
- San Miguel